# Territorio de Masisi

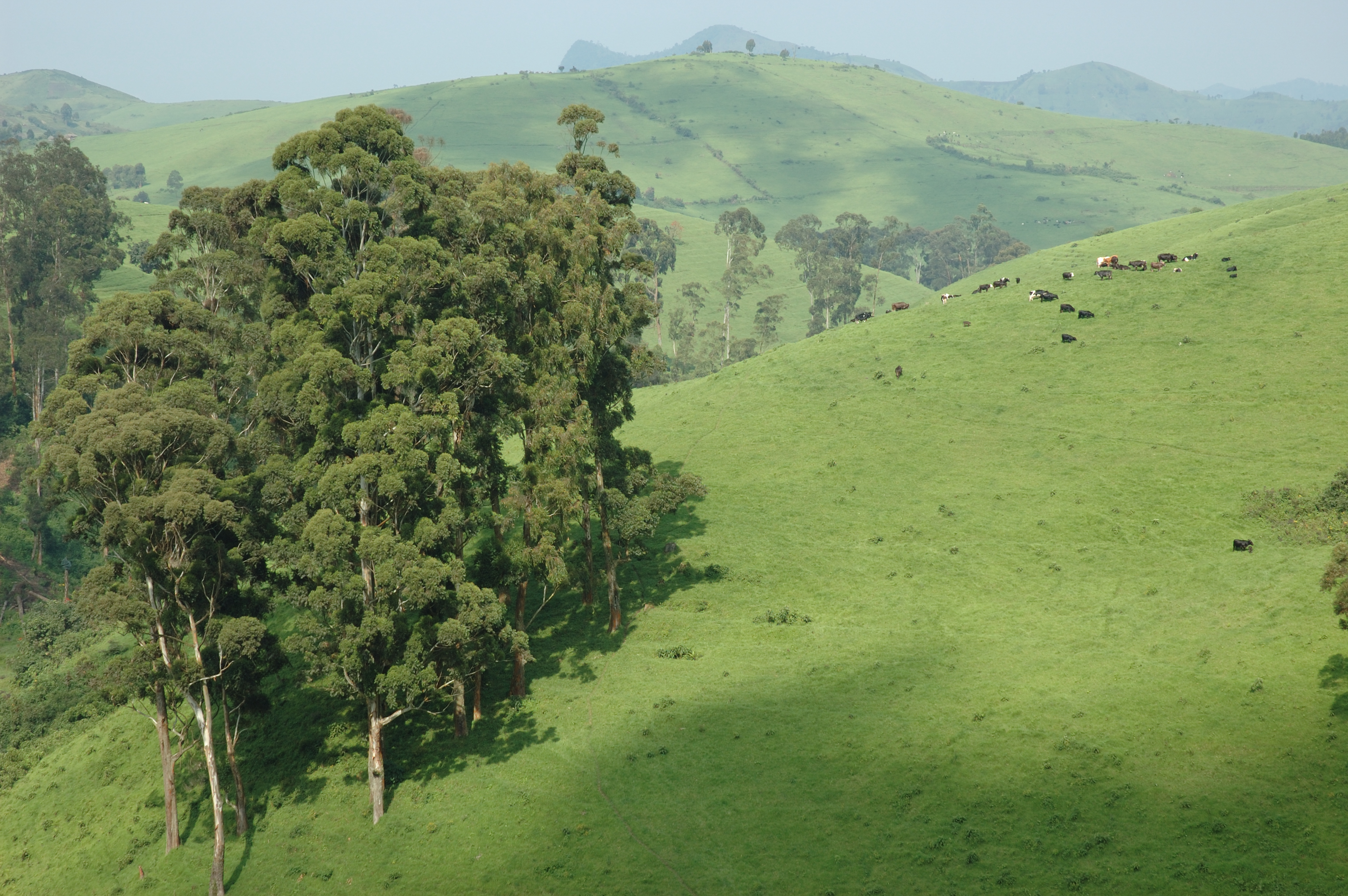
Vista de Masisi

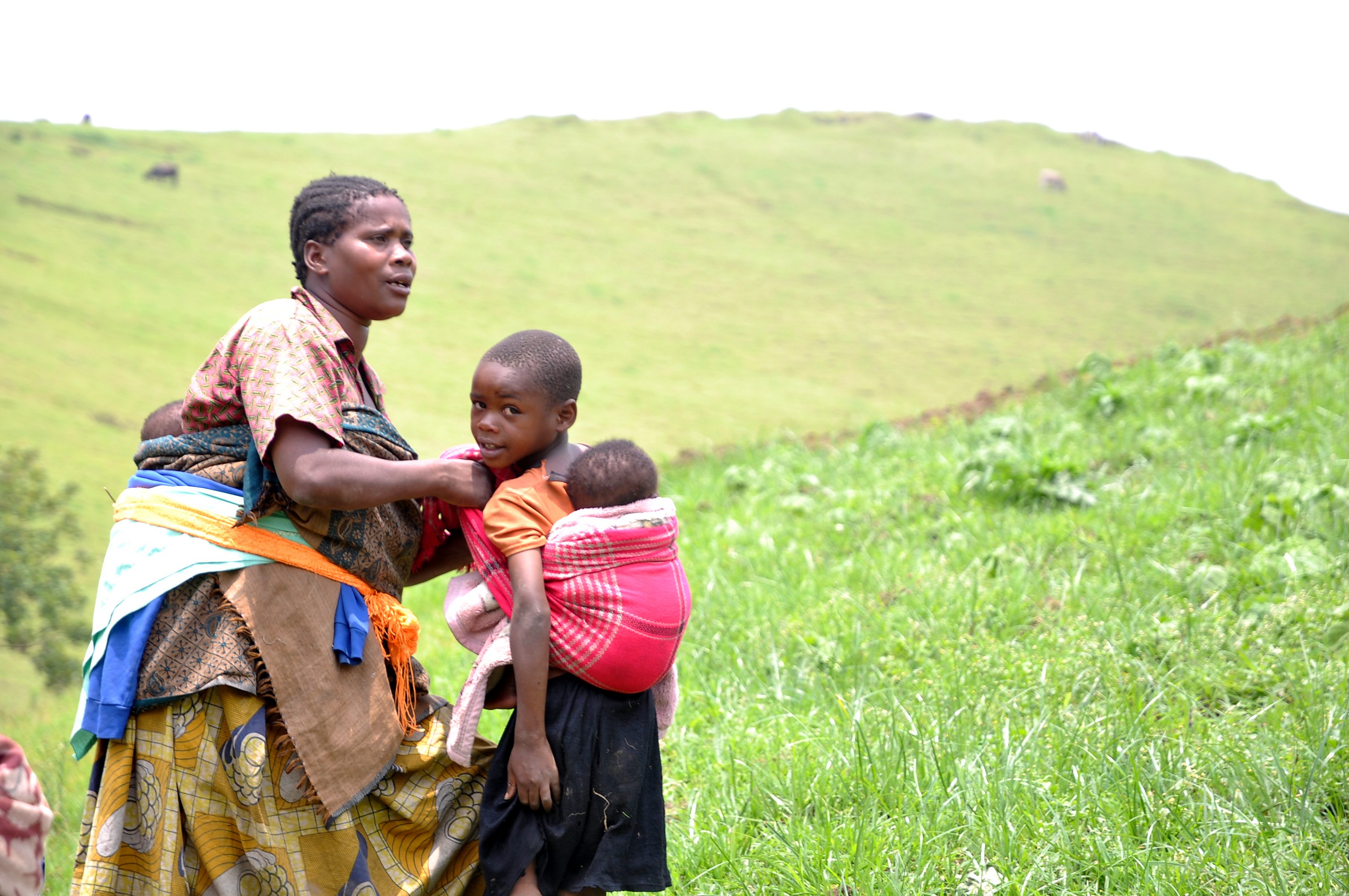
Familia desplazada por la guerra en las colinas de Lushebere en el territorio de Masisi (2015)

El territorio de Masisi es un territorio ubicado dentro de la provincia de Kivu del Norte de la República Democrática del Congo. Su sede política se encuentra en la ciudad de Masisi. El territorio de Masisi ha estado constantemente sujeto al conflicto entre el ejército congoleño y las milicias, que ha afectado al este del Congo desde el final de la segunda guerra del Congo . Las milicias originadas por el genocidio de Ruanda y la guerra civil congoleña, y los grupos rebeldes ugandeses, están involucrados en estos episodios de conflicto, que también se relacionan con la seguridad fronteriza de Ruanda y el control de los minerales del este del Congo por parte de grupos rebeldes e intereses comerciales. Los grupos armados han apuntado sistemáticamente a la población civil. 
El Hospital Masisi, dirigido por la agencia de ayuda Médicos Sin Fronteras, trata a civiles y combatientes de todos los lados del conflicto. La ciudad es inaccesible la mayor parte del tiempo, debido a los combates, a pesar de la presencia de la misión de mantenimiento de la paz de las Naciones Unidas conocida como MONUSCO . 
En julio de 2014, una ofensiva en los territorios de Masisi y Walikale por parte del ejército congoleño y las fuerzas de la ONU liberó a 20 pueblos controlados por los rebeldes, liberando a los residentes locales.
El territorio de Masisi tiene una superficie de 4734 km². Algunos de los idiomas locales que se hablan son francés, suajili y hunde . 

## Divisiones administrativas
El territorio de Masisi se subdivide administrativamente en cuatro sectores: Bahunde, Bashali, Katoyi y Osso.